# Carlos María de Alvear
Carlos María de Alvear (Santo Ángel Guardián de las Misiones, Vice-Reino do Rio da Prata, hoje Santo Ângelo, 25 de outubro de 1789 — Washington, D.C., 3 de novembro de 1852) foi um militar e político argentino.

## Biografia
Filho de Diego de Alvear, fidalgo espanhol e de Maria Balbastro, seu nome de batismo foi Carlos Antonio del Santo Ángel Guardián.
Nasceu em território que pertenceu a Portugal pelo Tratado de Madrid (1750) (anulado posteriormente pelo Tratado de El Pardo (1761), mas que, à época do nascimento (desde o Tratado de Santo Ildefonso (1777)), pertencia à Espanha. Posteriormente, voltou a ser português com o Tratado de Badajoz (1801) e após um período de questões, passou ao Brasil. Hoje o local do seu nascimento está no município brasileiro de Santo Ângelo no Rio Grande do Sul.
Foi o  segundo  Diretor Supremo das Províncias Unidas do Rio da Prata, de  9 de janeiro de 1815 a 20 de abril de 1815, precedido por Gervasio Antonio de Posadas e sucedido por José Rondeau.
Iniciou seus estudos em Porto Alegre, e em 1804 viajou para a Espanha com a família. Em virtude de ataque de piratas, apenas chegaram ao destino ele e seu pai. Terminou sua formação em Londres. Mais tarde, prestou serviço militar na Espanha, na brigada de Carabineiros reais, participando de batalhas contra a França napoleônica. Em 1812 abraçou a causa da emancipação hispano-americana, indo para Buenos Aires somando-se a José de San Martín.
Participou da Guerra del Brasil ou Guerra da Cisplatina sendo o comandante na batalha do Passo do Rosário ou Ituzaingó, considerada a mais brilhante vitória de sua carreira. A paz foi celebrada mais de um ano após a batalha, com a Convenção Preliminar de Paz e a desanexação da Província Cisplatina e a consequente independência do Uruguai.